# Анала монс
Анала монс је планина вулканског порекла на површини планете Венере. Налази се на координатама 11,0° северно и 14,1° источно (планетоцентрични координатни систем +Е 0-360) и са пречником од 525 км међу пространијим је планинским узвишењима на површини ове планете.
Планина је име добила према хиндуистичкој богињи плодности Анали, а име планине је 1997. усвојила Међународна астрономска унија. Првобитно је сматрано да је реч о корони. Налази се у области Сафо патера познатој по бројним вулканима.